# Heinz Baumkötter
Heinrich Friedrich Wilhelm Baumkötter , appelé Heinz Baumkötter (né le 7 février 1912 à Burgsteinfurt ; mort le 22 avril 2001 à Münster  ) était un hauptsturmführer allemand et médecin du camp de concentration dans les camps de concentration de Mauthausen, de Natzweiler-Struthof et de Sachsenhausen. Il a mené de nombreuses expériences pseudo-médicales sur des prisonniers.

## Biographie
Baumkötter, médecin des troupes SS depuis 1939 (membre SS numéro 278 430) de la Waffen-SS, a commencé son travail de médecin du camp en novembre 1941 dans le camp de concentration de Mauthausen, a travaillé dans le camp de concentration de Natzweiler-Struthof à partir de l'été 1942, puis brièvement au camp de concentration de Niederhagen (Wewelsburg)). En août 1942, il fut transféré au camp de concentration de Sachsenhausen, où il devint médecin chef du camp en octobre 1942. Il est resté à ce poste jusqu'à ce que le camp soit abandonné par les SS en avril 1945.
Baumkötter est connu pour les expériences pseudoscientifiques qu'il a menées sur des prisonniers. En raison d'un contexte de guerre de plus en plus menaçant, il fallait trouver un moyen de permettre à l'équipage des sous-marins allemands de rester pendant des jours sans dormir. Le Reichsführer-SS Heinrich Himmler avait auparavant donné l'autorisation de mener des expériences sur des prisonniers. Baumkötter a injecté de la drogue à des prisonniers, entre autres  de  la cocaïne et de la pervitine ont été testées. Ensuite, ils devaient marcher pendant onze heures sans dormir sur une piste de course de 700 mètres de long avec un demi-kilo de bagages. Dans le même temps, ils ont «testé» des semelles pour l'industrie de la chaussure sur les quelque 40 kilomètres parcourus quotidiennement ("Kommando chaussures de course").
D'autres expériences avaient pour objectif d'étudier la cause, l'infection et le traitement de la jaunisse dont l'agent pathogène était injecté  à des prisonniers.
En outre, des prisonniers ont été brûlés au 2e et 3e degré avec du phosphore pour tester les chances de récupération.
Baumkötter était directement responsable des crimes commis contre les prisonniers. Il a sélectionné des prisonniers qui ne pouvaient plus travailler et était présent aux fusillades pour confirmer la mort des prisonniers. Il a également été témoin de gazages pour certifier la mort des victimes. Baumkötter faisait jouer une musique de marche forte pendant les fusillades afin que les autres prisonniers ne puissent pas entendre les coups de feu.

## Après la fin de la guerre
Après la fin de la guerre, Baumkötter a été capturé par les troupes britanniques en 1945 et transféré plus tard à l'administration militaire soviétique. L'accusation était fondée sur l'implication dans le meurtre de prisonniers de guerre soviétiques dans le camp de concentration de Sachsenhausen et sur la responsabilité partagée pour des crimes contre l'humanité. Lors du procès de Sachsenhausen, qui a eu lieu du 23 octobre au 1er novembre 1947, un tribunal militaire soviétique l'a condamné à la réclusion à perpétuité avec travaux forcés obligatoires. Environ un mois après l'annonce de la condamnation, il a été transféré dans le camp de Vorkuta. Après la visite de Konrad Adenauer en Union des républiques socialistes soviétiques, Baumkötter a été transféré en République fédérale d'Allemagne en 1956. En juillet 1956, il a séjourné à l'hôpital Marien à Iserlohn et un mois plus tard, arrêté par les autorités allemandes. Baumkötter a finalement été jugé devant le tribunal de district de Münster. Il a été accusé d'avoir participé à l'exécution d'environ 125 prisonniers à Sachsenhausen et aurait également sélectionné au moins 110 prisonniers entre 1942 et 1945 pour mourir dans la chambre à gaz. Le 27 février 1962, il a été reconnu coupable et condamné à huit ans de prison, ce qui, cependant, fut considéré comme purgé en raison de l'emprisonnement en Union soviétique.
Deux anciens médecins du camp de concentration de Sachsenhausen étaient également accusés : Alois Gaberle a été condamné à trois ans et trois mois de prison et Otto Adam a été acquitté. Le 29 mars 1963, le jugement a été confirmé par la Cour fédérale de justice.